# Денежные фонды
Денежные фонды — часть финансовых ресурсов, специально выделенная в виде фондов целевого использования. Так, денежные фонды, в которых средства выделены для выплаты пенсий, образуют пенсионный фонд, а средства, предназначенные для выплаты заработной платы, соответственно образуют фонд оплаты труда.
Денежные фонды представляют собой часть денежных средств государства и предприятия (организации, учреждения).

## Классификация фондов
Денежные фонды могут быть в виде:
- фондов накопления для целей учета затрат на производство;
- инвестиционных фондов (формируются за счет собственных и заемных ресурсов).
- фонда потребления (состоит из фонда потребления собственника и фонда поддержки трудовых ресурсов).

Фонд потребления подразделяется на: 
- фонд заработной платы – оплата за отработанное рабочее время по тарифам или тарифным ставкам, в процентах от выручки, премии и вознаграждения, единовременные поощрительные выплаты, материальная помощь и т.д.;
- социального характера;
- прочие фонды потребления.

Источником этих фондов является себестоимость, издержки и прибыль. Фонды социального характера формируются за счет чистой прибыли.